# Da História dos Animais

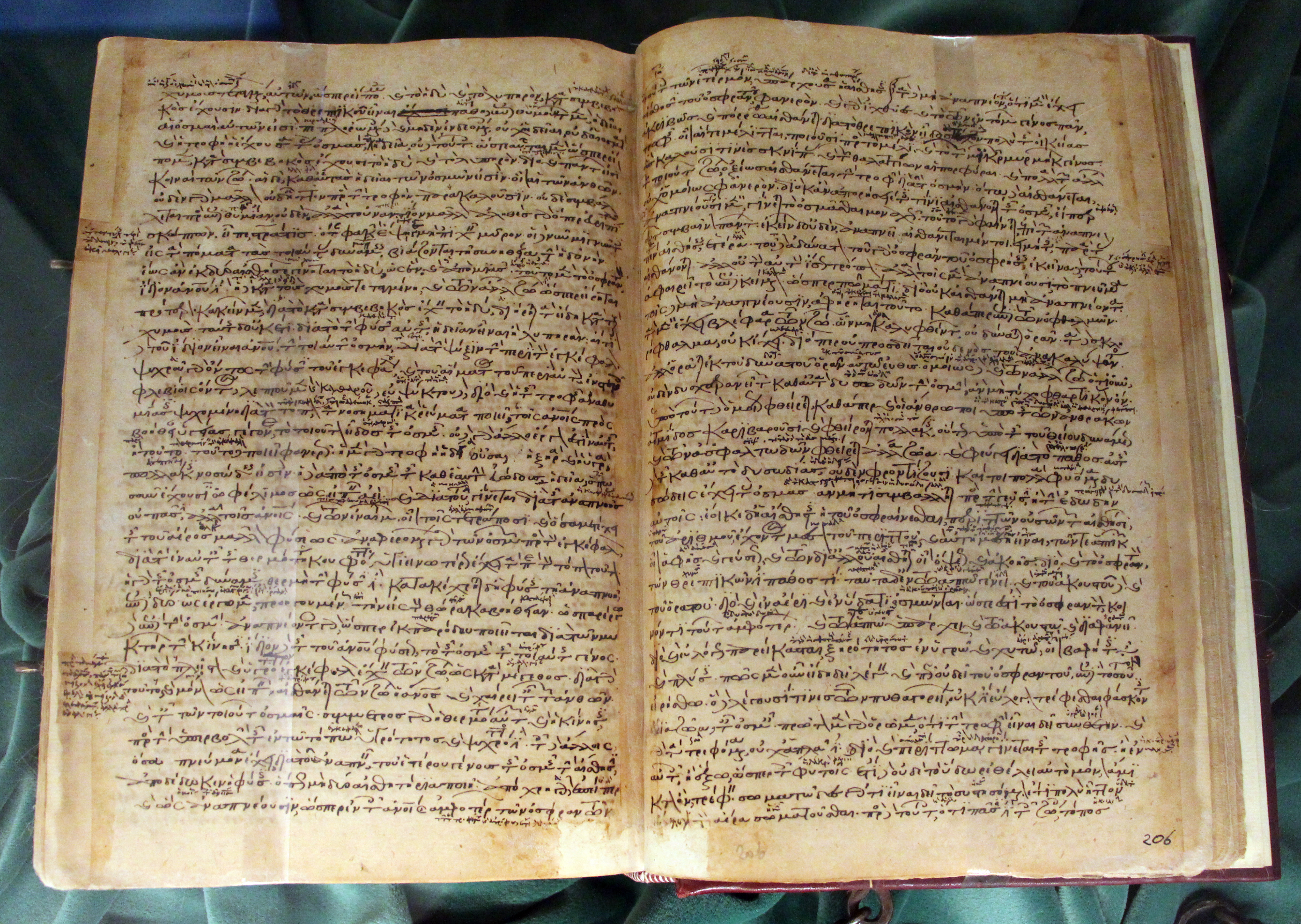
Historia animalium et al., Costantinople, XII sec. (Biblioteca Medicea Laurenziana, pluteo 87.4)

Historia Animalium (em grego: Τῶν περὶ τὰ ζῷα ἱστοριῶν, Ton peri ta zoia historion, "Pesquisas sobre os animais"; em latim: Historia Animalium, "História dos Animais") é um dos principais textos sobre biologia do antigo filósofo grego Aristóteles, que havia estudado na Academia de Platão em Atenas. Foi escrito no século IV a.C.; Aristóteles morreu em 322 a.C.
Geralmente visto como uma obra pioneira da zoologia, Aristóteles enquadra seu texto explicando que está investigando o quê (os fatos existentes sobre os animais) antes de estabelecer o porquê (as causas dessas características). O livro é, portanto, uma tentativa de aplicar a filosofia a parte do mundo natural. Ao longo da obra, Aristóteles procura identificar diferenças, tanto entre indivíduos quanto entre grupos. Um grupo é estabelecido quando se vê que todos os membros têm o mesmo conjunto de características distintivas; por exemplo, que todos os pássaros têm penas, asas e bicos. Essa relação entre as aves e suas feições é reconhecida como universal.
A História dos Animais contém muitas observações precisas de testemunhas oculares, em particular da biologia marinha ao redor da ilha de Lesbos, como a de que o polvo tinha habilidades de mudança de cor e um tentáculo de transferência de esperma, que os filhotes de um cação crescem dentro de seus corpo da mãe, ou que o macho de um peixe-gatoguarda os ovos depois que a fêmea sai. Alguns deles foram considerados fantasiosos antes de serem redescobertos no século XIX. Aristóteles foi acusado de cometer erros, mas alguns são devidos à má interpretação de seu texto, e outros podem ter sido baseados em observação genuína. No entanto, ele fez uso um tanto acrítico de evidências de outras pessoas, como viajantes e apicultores.
A História dos Animais teve uma poderosa influência na zoologia por cerca de dois mil anos. Continuou a ser uma fonte primária de conhecimento até que zoólogos do século XVI, como Conrad Gessner, todos influenciados por Aristóteles, escreveram seus próprios estudos sobre o assunto.

## Contexto

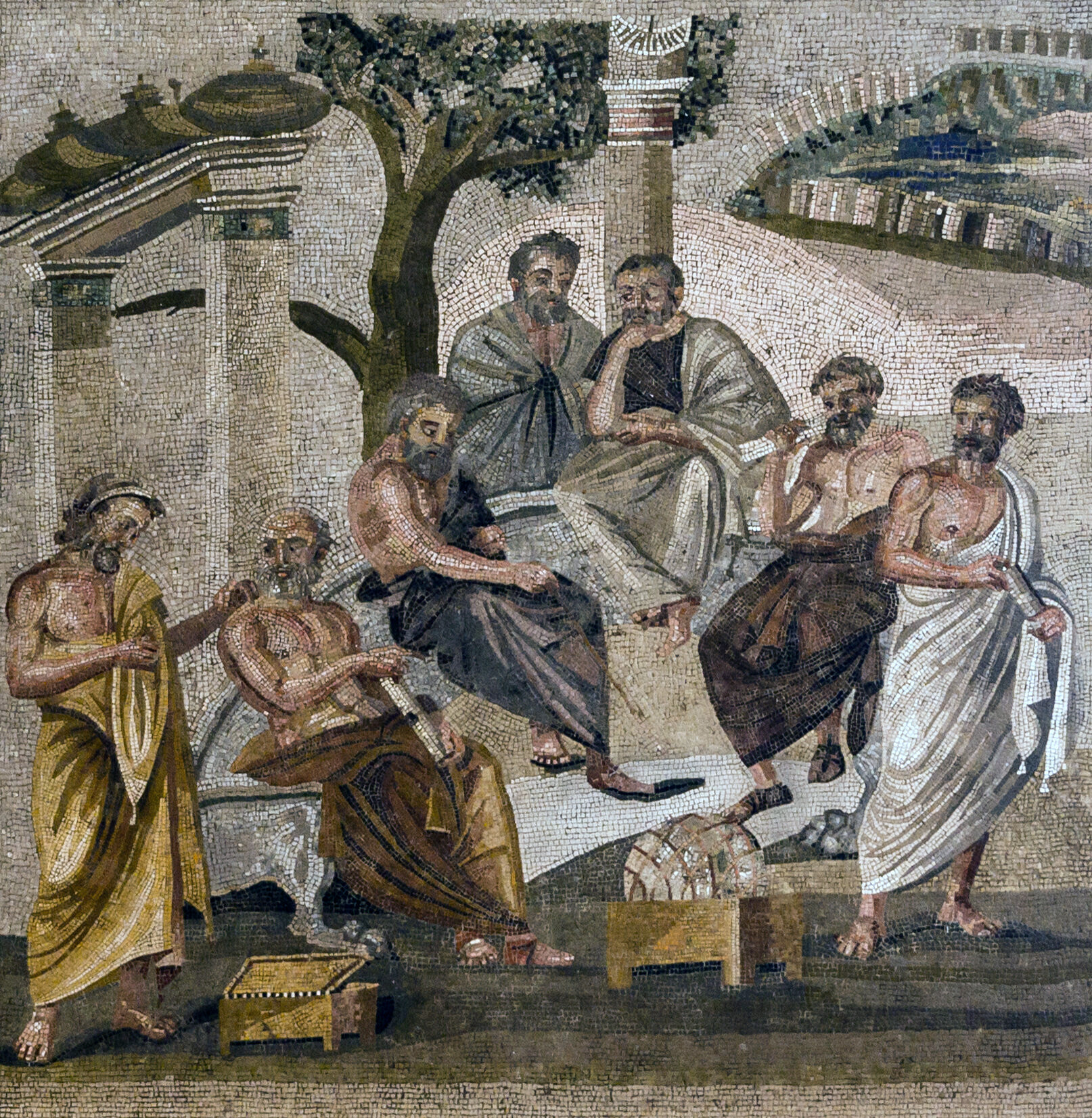
Aristóteles passou muitos anos na academia de Platão em Atenas. Mosaico, século I, Pompéia

Aristóteles (384-322 a.C.) estudou na Academia de Platão em Atenas, permanecendo lá por cerca de 17 anos. Como Platão, ele buscou universais em sua filosofia, mas, ao contrário de Platão, apoiou seus pontos de vista com observações detalhadas, principalmente da história natural da ilha de Lesbos e da vida marinha na lagoa da ilha em Pirra. Este estudo fez dele o primeiro historiador natural cuja obra escrita sobreviveu. Nenhum trabalho similarmente detalhado sobre zoologia foi tentado até o século XVI; portanto, Aristóteles permaneceu altamente influente por cerca de dois mil anos. Seus escritos sobre zoologia constituem cerca de um quarto de seu trabalho sobrevivente. O pupilo de Aristóteles, Teofrasto, escreveu mais tarde um livro semelhante sobre botânica, Inquiry into Plants.

## Traduções em português
- Aristóteles. História dos animais. Livros I-VI. Tradução do grego de Maria de Fátima SOUSA E SILVA. Revisão Paula Lobo. Lisboa: Impr. Nacional-Casa da Moeda, 2006. ISBN 972-27-1452-X {obrasdearistoteles.net - pdf}
- Aristóteles. História dos animais. Livros VII-X. Tradução do grego de Maria de Fátima SOUSA E SILVA. Revisão Branca Vilallonga. Lisboa: Impr. Nacional-Casa da Moeda, 2008. ISBN 978-972-27-1653-6 {obrasdearistoteles.net - pdf}